# Rudolf-Virchow-Vorlesung
Mit der Rudolf-Virchow-Vorlesung wurden zwischen 1987 und 2016 jährlich namhafte Forscherpersönlichkeiten der alt- und mittelsteinzeitlichen Archäologie geehrt. Der Preis ist nach Rudolf Virchow benannt. Die Preisvergabe erfolgte durch den Forschungsbereich Altsteinzeit (seit 2012: Monrepos Archäologisches Forschungszentrum und Museum für menschliche Verhaltensevolution) des Römisch-Germanischen Zentralmuseums mit Sitz auf Schloss Monrepos (Neuwied), der sich Virchows Arbeitsweise besonders verbunden fühlt.
Der Mediziner, Archäologe und Politiker Rudolf Virchow (1821–1902) begründete die naturwissenschaftlich geprägte interdisziplinäre Archäologie. Anthropologie, Zoologie, Botanik, Geologie und Chemie erhielten durch ihn einen festen Platz in der archäologischen Forschung. Gleichzeitig engagierte sich der liberale Märzrevolutionär in der Sozialpolitik, er stellte sich gegen die Kolonialpolitik und antisemitische Tendenzen.
Rudolf Virchow setzte sich als langjähriges Mitglied des Gesamtvorstandes des Römisch-Germanischen Zentralmuseums in Mainz erfolgreich für dessen Unabhängigkeit ein. Seine naturwissenschaftlich geprägte, ganzheitliche, innovative Forschungsweise, sein gesellschaftliches Engagement und seine freiheitliche Grundüberzeugung sind Vorbild für die moderne Archäologie.
Der öffentliche Rudolf-Virchow-Vortrag fand jeweils im Schlosstheater Neuwied statt. Um neue Forschungsergebnisse einem breiten Publikum zugänglich und verständlich zu machen, wurde er stets auf Deutsch vorgetragen.
Die Rudolf-Virchow-Vorlesung war eine der ältesten öffentlichen Vorlesungsreihen zur Archäologie der Altsteinzeit in Deutschland. Die Vorlesungen wurden bis 2002 als Aufsätze im Jahrbuch des Römisch-Germanischen Zentralmuseums veröffentlicht.

## Vorlesungen
- 1987 Hans-Georg Bandi, Bern, „Die Schweiz zur Rentierzeit (15.000 -10.000 v. Chr.)“[10]
- 1988 Karl Dietrich Adam, Stuttgart, „Der Urmensch von Steinheim an der Murr und seine Umwelt. Ein Lebensbild aus der Zeit vor einer viertel Million Jahren“[1]
- 1989 Wolfgang Taute, Köln, „Erste Bauern – letzte Jäger. Vorderer Orient und Mitteleuropa im Vergleich (11.000 – 4.000 v. Chr.)“[11]
- 1990 Avraham Ronen, Haifa, „Neandertaler und früher Homo sapiens im Nahen Osten“[2]
- 1991 Waleri P. Aleksejew, Moskau, „Menschen der Altsteinzeit aus dem Gebiet der Sowjetunion“[12]
- 1992 Gerhard Bosinski, Köln/Neuwied, „Die ersten Menschen in Eurasien“[3]
- 1993 Wil Roebroeks, Leiden, „Das Bild vom Urmenschen im Wandel der Zeit“[4]
- 1994 Akira Ono, Tokio, „Die Altsteinzeit in Japan“[5]
- 1995 Michel Egloff, Neuchâtel, „Jäger des Magdalénien am Ufer des Neuenburger Sees(Schweiz)“[13]
- 1996 Jesús Altuna, San Sebastián, „Siedlungsplätze und Bilderhöhlen des Magdalénien im Iberischen Baskenland“[14]
- 1997 Francis Clark Howell, Berkeley, „Ein halbes Jahrhundert Paläoanthropologie. Ein persönliches Resümee“
- 1998 Karel Valoch, Brno, „Das Magdalénien in Mähren“[6]
- 1999 Pablo Arias Cabal, Santander und Oviedo, „La Garma (Kantabrien/Spanien) Außergewöhnliche eiszeitliche Malereien und Befunde in einer verschlossenen Höhle“.[7]
- 2000 Bernhard Gramsch, Brandenburg, „Letzte Jäger und Sammler in der Mark Brandenburg“[8]
- 2001 Nicholas J. Conard, Tübingen, „Die Neandertaler am Rhein“[15]
- 2002 Michael Baales, Neuwied, „Vulkanismus und Archäologie des Eiszeitalters am Mittelrhein: Ergebnisse 30jähriger Forschungsarbeit“[9]
- 2003 Gerhard Bosinski, Neuwied, „Gönnersdorf – Eiszeitjäger am Mittelrhein“[16]
- 2004 Sabine Gaudzinski, Neuwied, „Die ersten Menschen am See Genezareth – die Ausgrabungen am israelischen Fundplatz 'Ubeidija'“[17]
- 2005 Friedemann Schrenk, „Auf der Suche nach Adam“[18]
- 2006 Ralf W. Schmitz, „Neandertal 1856–2006“[19]
- 2007 Harald Floss, „Vom Vogelherd zur Grotte Chauvet – Die Anfänge der Eiszeitkunst in Europa“[20]
- 2008 Christine Neugebauer-Maresch, Österreich, „Krems an der Donau in Niederösterreich – Zentrum altsteinzeitlichen Lebens – Zentrum neuer Entdeckungen“[21]
- 2009 Klaus Schmidt, Erlangen, „Göbekli Tepe – Ein steinzeitliches Bergheiligtum in der Südosttürkei“[22]
- 2010 Jürgen Richter, Köln, „Savannenmenschen in der Mammutsteppe? – Wege des Homo sapiens von Afrika nach Europa“[23]
- 2011 Peter Vang Petersen, Dänemark, „Jagd und Musik in der nordeuropäischen Mittelsteinzeit“
- 2012 Claus-Joachim Kind, Stuttgart, „Auf der Suche nach dem Löwenmenschen. Die älteste Kunst der Menschheit“
- 2013 Jean-Jacques Hublin, Leipzig, „Aufstieg und Niedergang der Neandertaler“
- 2015 David Lordkipanidze, Georgien, „Die ersten Menschen außerhalb Afrikas“[24]
- 2016 Clive Gamble, Southampton, „1859: im Augenblick der Zeit – Der Beginn einer neuen Wissenschaft der Vorgeschichte“[25]